# سیتی گرلز
سیتی گرلز (به انگلیسی: City Girls) یک گروهٔ دونفرهٔ موسیقی هیپ هاپ آمریکایی بود که اعضای آن یانگ میامی (کاریشا روماکا براونلی؛ زادهٔ ۱۱ فوریهٔ ۱۹۹۴) و جی‌تی (جتاویا شاکارا جانسون؛ زادهٔ ۳ دسامبر ۱۹۹۲) بودند که هردو نیز اهل میامی، فلوریدا بودند. این دونفر در سال ۲۰۱۷ با ناشر گروه موسیقی یونیورسال که کوالیتی کنترل موزیک نام دارد، قرارداد امضا کردند تا نخستین میکس‌تیپ خود را تحت عنوان همین و بس! (۲۰۱۸) سال بعد منتشر کنند.